# Saint-Germain-en-Laye
Saint-Germain-en-Laye é uma comuna francesa na região administrativa da Île-de-France, no departamento de Yvelines. A comuna possui 39 926 habitantes segundo o censo de 1990 e 40 653 habitantes segundo o censo de 2011.
Saint-Germain-en-Laye foi renomeada, na época da Revolução Francesa, «La Montagne du Bon Air».

## História

### Das origens ao fim da Idade Média
Poucos vestígios pré-históricos além de algumas pedras cortadas encontradas no Planalto de Hennemont, na Floresta de Laye, anteriormente Lida, parte norte da Floresta de Yveline, que por sua vez era a parte norte da antiga floresta dos Carnutes ou da Diocese de Chartres.
Um caminho gaulês seguia o riacho de Buzot e na floresta foi encontrado em 1999 uma moeda gaulesa intitulada "o cavalo solar e o lobo comedor da lua".
Uma estrada romana subia ao planalto no traçado das ruas Schnapper, Bergette e Galliéni, Président-Roosevelt.
Uma tradição associa o rei Teodorico III com o martírio do bispo Leodegário na floresta de Yveline, e com a fundação por ele de um ou mais capelas com o nome de Saint-Léger en Yveline ou Saint Léger en Laye construída em 668 por Quilderico e dedicado em 678 a São Leodegário em reparação pelo martírio.
Os primeiros assentamentos francos atestados se situam em Saint-Léger e Feuillancourt. No século VII, no vale do riacho de Buzot, aparece a propriedade Feuillancourt (Viliolicors, Filioli curtis), local de nascimento em 661 de são Eremberto, futuro bispo de Toulouse, que participou da cristianização da região e onde um cemitério merovíngio foi descoberto em 1925.

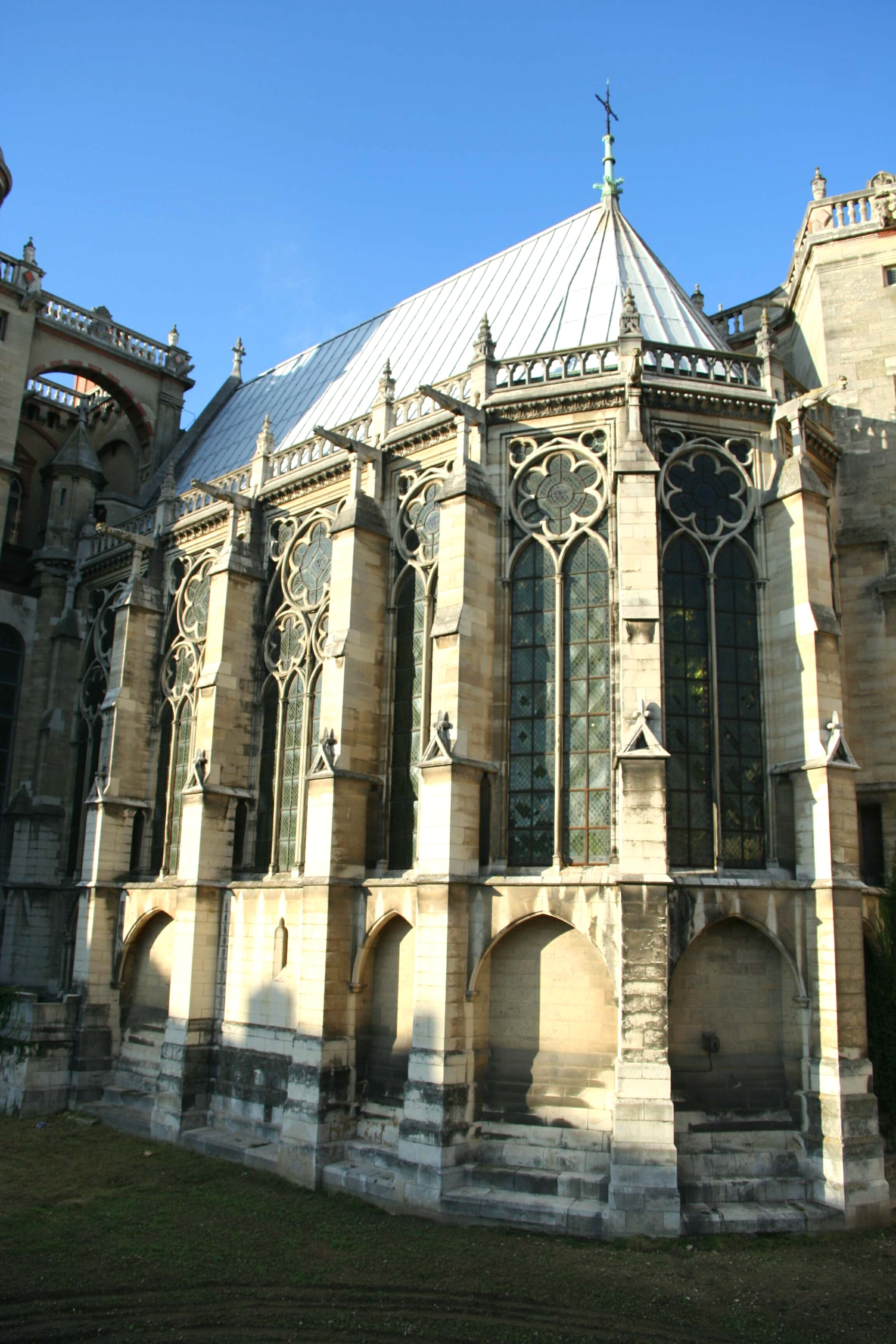
A Sainte-Chapelle de São Luís

Em 845, a expedição dos Vikings liderada por Ragnar "Calças Peludas" saqueou os arredores antes de sitiar Paris.
De acordo com seu biógrafo Helgaud, e de acordo com o foral de seu filho Henrique I, o rei Roberto o Piedoso (996 -1031) fundou entre 996 e 1031 uma abadia (monasterium, abbatiola) dedicada a São Vicente (patrono dos viticultores) e a São Germano de Paris "in silva cognominata Ledia" ("na floresta chamada Laye"). Esta fundação foi confirmada e aumentada várias vezes, especialmente os dízimos de Triel, os direitos sobre os vinhos de Poissy e o senhorio de Charlevanne localizado entre Rueil e Aupecq, com sua estrada que subia à altura onde foram posteriormente construídos o Château-neuf e o terraço de Saint-Germain.
Entre 1031 e 1060, Imbert, bispo de Paris obtém do rei Henrique I cartas patentes onde todas as origens e posses desta "pequena abadia" ("abbatiola") são relatadas e que confiam a sua governo espiritual e temporal ao Capítulo da Igreja de Notre-Dame; mas este não está interessado e o entrega antes de 1060 para a Abadia beneditina de Coulombs (perto de Nogent-le-Roi) que fez dele um priorado e aí enviou, pouco antes de 1090, um primeiro prior chamado de Ulric. O prior Robert obtém do rei Luís o Gordo (1081-1137) uma carta datada de 1124 no qual dá ao convento as terras da vila perto da igreja e confirma todas as doações e privilégios anteriores, em particular o senhorio temporal com alta justiça criminal. Ele mandou erguer forcados sinistros no local onde a estrada para Paris se ramifica em direção a Mantes e em direção a Poissy, perto da Saint-Léger, onde permanecerão até o século 17, época em que eles se moveram um pouco mais longe.
Por volta de 1124, o rei Luís VI, o Gordo, mandou construir um palatium, no local do atual pátio do castelo, voltado para o priorado de Saint-Germain. A vila começa a desenvolver-se no século XII junto ao convento. Sabemos o nome dos primeiros síndicos ou procuradores dos habitantes nomeados por Roger, abade de Coulombs, entre 1119 e 1174: Aubry e depois seu filho Rahier ("Racherius"). O promotor de impostos era um sargento da justiça, um cobrador de impostos que deveria prestar homenagem ao abade.
O rei Filipe Augusto (1179-1223) fez muitas estadias em Saint-Germain. Em 1180 nomeou o primeiro concierge do castelo e, em 1209, apoiou Regnault L'Archer, copeiro e escudeiro, para a fundação de uma "Maison Dieu", ou seja, um hospital, que será concluído por volta de 1225. Ele começa, pouco antes de morrer em 1223, a construção de uma capela de castelo dedicada a Notre-Dame.
Branca de Castela, que governou como regente de 1226 a 1236, abriu a estrada que cruzava em linha reta a floresta entre Saint-Germain e Poissy onde ela deu à luz seu filho, o futuro São Luís. Chegando a Saint-Germain, a estrada se ramifica para se tornar a rua principal da cidade, chamada de um lado rue de Poissy, e do outro rue du Pecq, após ter sido a rue du Vieux-Marché.
Luís IX conhecido como São Luís (1226-1270) ampliou o castelo e mandou reconstruir a Sainte Chapelle, que foi consagrada em 1238. Este edifício, que foi o primeiro a ser construído em estilo ogival radiante, é atribuído ao arquiteto da Basílica de Saint-Denis ou a Pierre de Montreuil, mestre construtor da Sainte-Chapelle em Paris.
Em 1286, sob Filipe IV o Belo (1285-1314), a vila se tornou um prebostado, primeiro grau da justiça real. Por meio de uma carta datado de novembro de 1305, Robert de Meudon foi dado pelo rei uma casa de fazenda (mansão, casa) em Saint-Germain-en-Laye; ele é descrito lá como pannetier (padeiro) do Rei Filipe, título que já foi dado a ele com aquele de cavaleiro em uma carta de 1294. Em uma outra carta do ano 1307, além da qualidade de grande padeiro do rei, Robert de Meudon é considerado concierge (curador) do Château de Saint-Germain e de a Floresta de Laye. Se sabe que seus túmulos no priorado de Hennemont que teve como sucessores como zelador seu filho Henri de Meudon (+1344) casado com Pernelle de Maussigny, seu neto Jean de Meudon (+1381) casado com Mahaut Flotte de Revel, seu bisneto Jean II de Meudon, conhecido como Bureau (+ 1395), cujo filho Charles Bureau foi grão-mestre das águas e florestas da França. Em 1308, Dama Pernelle de Géry, que fora dama de honra da rainha Isabel de Aragão esposa de Filipe o Ousado, então da rainha Joana de Navarra esposa de Filipe VI o Belo, dá a casa em Hennemont que lhe foi dado com terras por Filipe III, a fim de fundar um priorado confiado à Ordem do Val-des-Écoliers, é a mais antiga instituição educacional pública conhecida em Saint-Germain. Elle fait construire en 1304 sur la terre d'Hennemont qu'elle conservait, une église dédiée à la Vierge et à Saint Louis. Ela construiu em 1304 nas terras de Hennemont que mantinha, uma igreja dedicada à Virgem e a São Luís. A capela do castelo de Hennemont dedicada a São Teobaldo de Marly, abade de Vaux de Cernay, membro da família Montmorency, foi incorporada à nova igreja, e posteriormente colocada sob o nome de, em memória da batalha vencida em 1304 por Filipe-o-Belo sobre os flamengos em Mons-en-Pévèle. Ela tinha três irmãos beneditinos: Robert abade da Abadia de Saint-Benoît-sur-Loire, Simon prior de Sainte-Céline de Meaux e Jean, que se tornou religioso do novo priorado.
Em 15 de agosto de 1346, durante a cavalgada de Eduardo III, na Guerra dos Cem Anos, o "Príncipe Negro", filho do rei da Inglaterra Eduardo III que então ocupava Poissy, toma a cidade, a saqueia e a queima e incendia o castelo de Saint-Germain-en-Laye que é destruído, com a exceção da Sainte Chapelle. Vinte anos depois, sob Carlos V, será reconstruída e transformada em fortaleza pelo arquiteto Raymond du Temple. Foi uma época crucial: até meados do século XIV, a residência real de Saint-Germain era chamada de “domus” (em latim), “hostel” (em francês); com as obras de Carlos V, ela é qualificada como chastel.
Em 1390, a floresta, o castelo e a vila foram devastados por uma tempestade. "O céu, que estava sereno, escureceu em pouco tempo, o espaço de uma légua somente, que circundou o castelo e surgiu uma infinidade de relâmpagos e de trovoadas. O vento estilhaçou todas as janelas e estilhaçou todas as vidraças da Capela da Rainha que carregava até o pé do altar. Tivemos que parar de cantar para terminar a missa mais cedo, com medo de que o vento carregasse a Santa Hóstia. Todos se jogaram no chão. O próprio Conselho cessou. As maiores árvores da floresta foram arrancadas e foi relatado ao tribunal que um trovão caiu entre Saint-Germain e Poissy, em quatro dos oficiais do rei, cujos ossos e o interior de seus corpos ele havia consumido, de modo que apenas a pele permaneceu, que era tão preta quanto carvão."
Em 1415, o campo foi novamente pilhado, assim como o castelo, que foi finalmente ocupado pelos Ingleses de 1417 a 1440.
Luís XI, que não gostava muito do campo e que havia instalado a corte no Château de Plessis-lèz-Tours, doou, em 1482, a Jacques Coitier, seu primeiro médico, "praça, castelo, prebostado e senhorio de Saint-Germain-en-Laye". Com a morte do rei, o parlamento anulou a doação feita por ele e devolveu à coroa a propriedade alienada.

### Da Renascença ao século XVIII
Com Francisco I, que se casou com Cláudia da França na capela em 18 de maio de 1514, este foram, segundo as memórias de Flaurange, "os mais belos casamentos que já existiram, porque havia dez mil homens tão ricamente vestidos como o rei", e o castelo de Saint-Germain-en-Laye torna-se a residência favorita do rei. Em 16 de novembro de 1528, é o casamento de Marguerite d'Angoulême e Henri d'Albret, então em 16 de novembro de 1528, o nascimento de sua filha Jeanne d'Albret.

### Século XVIII

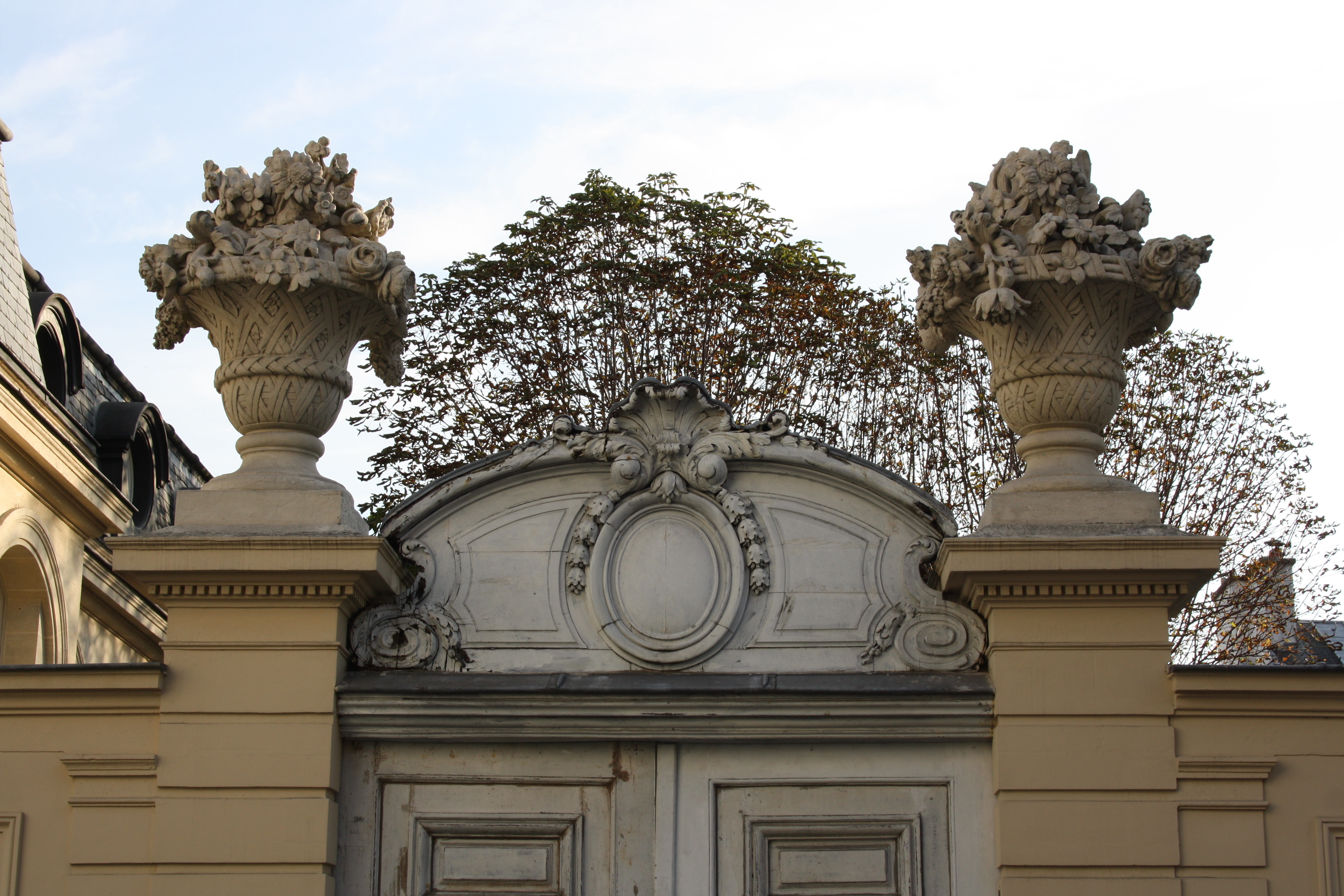
Hôtel de Noailles, porta.

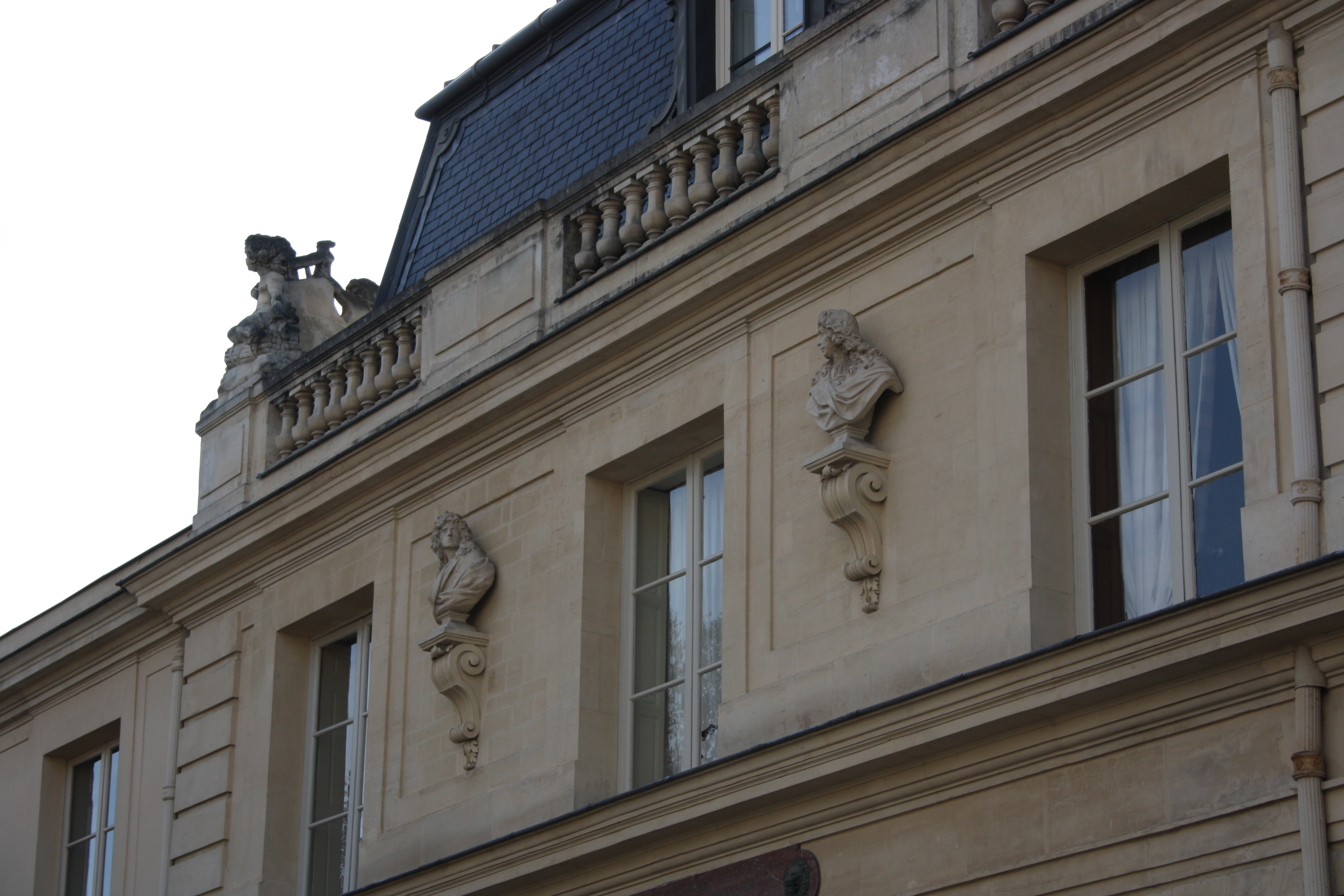
Hôtel de Noailles, fachada.

No século XVIII, os duques de Noailles são os governadores de Saint-Germain-en-Laye. De 1701 a 1793, sucessivamente, Annes-Jules, depois Adrien-Morice, seu filho e Louis, duque de Ayen seu neto, são governadores de Saint-Germain. A sua casa, o Hôtel de Noailles, obra de Jules Hardouin-Mansart, com seu parque de 42 hectares, é suntuosa.

### A Revolução Francesa
Durante a Revolução, a cidade experimentou um claro declínio demográfico, perdendo um terço de sua população, tanto por um balanço natural negativo quanto pela saída de muitos habitantes. No censo de 1800, a cidade tinha apenas 8 954 habitantes.
Em janeiro de 1790, criação dos oitenta e três departamentos. Versalhes, que oferece a vantagem de ter grandes edifícios desocupados, é escolhida como a capital do recém-criado departamento de Sena e Oise, que compreende os atuais departamentos de Seine-Saint-Denis (93), Altos do Sena (92) e Yvelines (78). Saint-Germain é a capital de um “distrito” composto por sete cantões e 265 comunas e sede de um tribunal de primeira instância (lei de 26 de fevereiro de 1791). Os distritos foram extintos em 1795 e quando os arrondissements foram criados (lei de 28 do pluvioso ano VIII), Saint-Germain foi trazido de volta ao papel de capital de cantão, que permaneceu até 1962.
Em fevereiro de 1790, as eleições municipais tornam-se duplamente censitárias: as mulheres não podem mais ser eleitoras, nem os homens com menos de 25 anos que não pagam pelo menos uma contribuição de pelo menos três dias de salário; para ser elegível deveria ser tributado em pelo menos 50 libras ou 1 marco de prata.
O primeiro prefeito, Georges Laurent Caillet, antigo oficial da rainha, foi eleito com 599 votos entre 891 votantes.

### Século XIX
Saint-Germain era uma cidade fechada, onde se entrava por sete barreiras de concessão. A cidade permanece dividida em quatro bairros separados pelos eixos formados por um lado pelas ruas de Paris e Poissy, por outro pelas ruas de Mareil, au Pain e de Pontoise.
- Quartier I. Rue de Paris (lado ímpar) x Rue de Mareil (ímpares), Place Mareil, Rue Voltaire - Rue des Ursulines, Cour Larcher, Rue Saint-Pierre.
- Quartier II. Rue de Paris (lado par) x Rue au Pain (lado par) de Pontoise (par); Rue des Coches, Rue de la Salle, Rue de Pontoise, Rue de la Surintendance, Place du château, Rue du Vieil Abreuvoir, Caserne Gramont, Place Royale.
- Quartier III. Rue au Pain (ímpar) - de Pontoise (ímpar) x Rue de Poissy (par) - de Pontoise (ímpar); Rue des écuyers, Rue des Louviers, Passage des Louviers, Place du Marché, Rue de Noailles.
- Quartier IV. Rue de Mareil (pares) x Rue de Poissy (ímpar) - Rue de Pontoise (ímpares); Rue Dans, Rue Grande-Fonaine, Cour des Syrènes, du Lion d'Argent, des Trois rois;

Há também vários faubourgs: Saint-Léger, Les Feuillantines.
Sob o Império, o Château-Vieux foi reformado para formar uma escola de cavalaria. Abriga a “Escola especial militar de cavalaria” que foi inaugurada em 15 de outubro de 1809 e fundida em 1914 com a Escola especial militar de Saint-Cyr. Em 1811, é a criação da Casa de educação da Legião de Honra das Lojas desejada por Napoleão.
A cidade foi ocupada em 1814 e 1815 por tropas aliadas (russas, prussianas e britânicas) que derrotaram Napoleão. Ela ficou sujeita a requisições e contribuições de guerra e devia abrigar cerca de dez mil soldados.

### Século XX
Em 27 de dezembro de 1999, uma violenta tempestade "Lothar" varreu a França. O parque do castelo e a floresta foram gravemente afetados.

### Les Loges e sua festa
O nome vem das cabanas de lenhadores ou de charbonniers.

## Geminação
- Aschafemburgo (Alemanha) desde 17 de abril de 1975
- Ayr (Reino Unido) desde 6 de outubro de 1984
- Konstancin-Jeziorna (Polônia) desde 15 de fevereiro de 1992
- Schwelm (Alemanha) desde 2007
- Témara (Marrocos) desde 24 de julho de 1982
- Winchester (Estados Unidos) desde 8 de dezembro de 1990

## Ensino superior
- Instituto de Estudos Políticos de Saint-Germain-en-Laye

## Hospital
- Centre hospitalier intercommunal de Poissy-Saint-Germain-en-Laye

## Atrações turísticas
- Castelo de Saint-Germain-en-Laye
- Floresta de Saint-Germain-en-Laye
- Museu de Saint-Germain-en-Laye